# Pieszczanka (sielsowiet Pierszamajska)
Pieszczanka (biał. Пясчанка, Piasczanka; ros. Песчанка, Piesczanka) – wieś na Białorusi, w obwodzie brzeskim, w rejonie bereskim, w sielsowiecie Pierszamajska, przy linii kolejowej Moskwa – Mińsk – Brześć.

## Historia
W Rzeczypospolitej Obojga Narodów leżała w województwie brzeskolitewskim, w powiecie brzeskolitewskim. Należała do ekonomii kobryńskiej. Odpadła od Polski w wyniku III rozbioru.
W XIX i w początkach XX w. położona była w Rosji, w guberni grodzieńskiej, w powiecie prużańskim, w gminie Malecz.
W dwudziestoleciu międzywojennym leżała w Polsce, w województwie poleskim, w powiecie prużańskim, w gminie Malecz. W 1921 miejscowość liczyła 65 mieszkańców, zamieszkałych w 8 budynkach, wyłącznie Polaków wyznania prawosławnego.
Po II wojnie światowej w granicach Związku Sowieckiego. Od 1991 w niepodległej Białorusi.